# Thomas Edward Bowdich

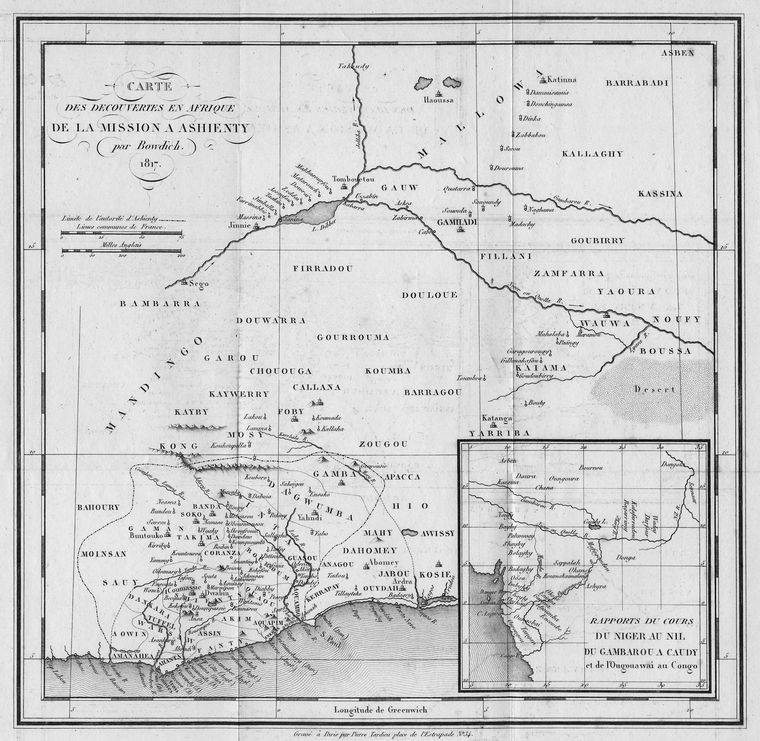
Carte des découvertes en Afrique de la mission à Ashienty par Bowdich (1821)

Thomas Edward Bowdich est un explorateur et un naturaliste britannique, né le 	
20 juin 1791 à Bristol et mort le 10 janvier 1824 à Banjul (Gambie).

## Biographie
En 1813, il épousa Sarah Wallis (1791-1856), qui partagea sa carrière de naturaliste.
En 1814, grâce à l’intervention de son oncle, J. Hope-Smith, gouverneur de la colonie britannique en Côte d'Ivoire, Bowdich obtient un poste de secrétaire à la Compagnie des commerçants d’Afrique à Cabo Corso. En 1817, il part avec deux compagnons, à Kumasi, auprès du roi des Ashantis dans le but d’affirmer le contrôle de la région par les Britanniques. En 1818, Bowdich revient en Grande-Bretagne et fait paraître l’année suivante le compte rendu de sa mission et trace le portrait de la cour de Kumasi sous le titre de Mission from Cape Coast Castle to Ashantee, &c. (Londres, 1819). Il présente les collections qu’il rapporte d’Afrique au British Museum.
Il est le premier Européen à tenter d'établir une nomenclature des abusua (matriclans) des Ashantis. Cependant, sa collecte s'effectue au sein des États côtiers de langue twi et comporte de nombreux dédoublement et imperfections. Son texte sert tout de même de première référence pour les questions qui touchent aux migrations et à l'émergence de l'Empire ashanti. Il considère ces abusua comme la des institutions provenant des premières migrations Akan. Sa nomenclature sera révisée à de nombreuses reprises par la suite.
De 1820 à 1822, Bowdich vit à Paris où il étudie les mathématiques et l’histoire naturelle. Il fréquente alors des savants comme Georges Cuvier (1769-1832) ou Alexander von Humboldt (1769-1859). C’est durant son séjour en France qu’il fait paraître la plupart de ses travaux scientifiques. En 1822, avec sa femme, il se rend à Lisbonne et fait paraître en 1824 à Londres An Account of the Discoveries of the Portuguese in... Angola and Mozambique. En 1823, le couple séjourne à Madère et aux îles du Cap-Vert, puis se rend à Banhul, à l’embouchure du fleuve Gambie. Les Bowdich partent alors explorer le Sierra Leone, mais Thomas meurt à Banhul. Sa veuve publie le compte rendu de leurs voyages sous le titre d’Excursions in Madeira and Porto Santo . . . to which is added A Narrative of the Continuance of the Voyage to its Completion, &c (Londres, 1825). Ce livre sera réédité par la fille du couple, Mme Hutchinson Hale en 1873.

## Œuvres
- An analysis of the natural classifications of Mammalia, for the use of students and travelers (Paris, 1821)
- Excursions in Madeira and Porto Santo . . . to which is added A Narrative of the Continuance of the Voyage to its Completion (London, 1825)
- An Account of the Discoveries of the Portuguese in . . . Angola and Mozambique (London, 1824)
- A Reply to the Quarterly Review (Paris, 1820)